# 48e cérémonie des Grammy Awards
 (avril 2025).
Si vous disposez d'ouvrages ou d'articles de référence ou si vous connaissez des sites web de qualité traitant du thème abordé ici, merci de compléter l'article en donnant les références utiles à sa vérifiabilité et en les liant à la section « Notes et références ».
La 48e cérémonie des Grammy Awards s'est déroulée le 8 février 2006 au Staples Center à Los Angeles (Californie).

## Palmarès

### Général
Enregistrement de l'année
- How to Dismantle an Atomic Bomb, U2
  - We Belong Together, Mariah Carey
  - Feel Good Inc., Gorillaz
  - Hollaback Girl, Gwen Stefani
  - Gold Digger, Kanye West

Album de l'année
- How to Dismantle an Atomic Bomb, U2
  - The Emancipation of Mimi, Mariah Carey
  - Chaos and Creation in the Backyard, Paul McCartney
  - Love. Angel. Music. Baby., Gwen Stefani
  - Late Registration, Kanye West

Chanson de l'année
- Sometimes You Can't Make It on Your Own, U2
  - Bless the Broken Road, Rascal Flatts
  - We Belong Together, Mariah Carey
  - Devils and Dust, Bruce Springsteen
  - Ordinary People, John Legend

Meilleur nouvel artiste
- John Legend
  - Ciara
  - Fall Out Boy
  - Keane
  - Sugarland

### Alternatif
Meilleur album alternatif
- Get Behind Me Satan, The White Stripes

### Blues
Meilleur album de blues traditionnel
- 80, B. B. King & Friends

Meilleur album de blues contemporain
- Cost of Living, Delbert McClinton

### Country
Meilleure prestation vocale d'une chanteuse country
- The Connection, Emmylou Harris

Meilleure prestation vocale d'un chanteur country
- You'll Think of Me, Keith Urban

Meilleure prestation vocale d'un groupe ou duo country
- Restless, Alison Krauss and Union Station

Meilleure collaboration vocale country
- Like We Never Loved At All, Faith Hill & Tim McGraw

Meilleure prestation instrumentale country
- Unionhouse Branch, Alison Krauss and Union Station

Meilleure chanson country
- Bless the Broken Road, Rascal Flatts

Meilleur album country
- Lonely Runs Both Ways, Alison Krauss and Union Station

Meilleur album Bluegrass
- The Company We Keep, Del McCoury Band

### Dance
Meilleur enregistrement dance
- Galvanize, The Chemical Brothers & Q-Tip

Meilleur album Electronic/Dance
- Push the Button, The Chemical Brothers

### Jazz
Meilleur solo de jazz
- Why Was I Born?, Sonny Rollins

Meilleur album de jazz instrumental
- Beyond the Sound Barrier, Wayne Shorter Quartet

Meilleur album de grand ensemble de jazz
- Overtime, Dave Holland Big Band

Meilleur album de jazz vocal
- Good Night and Good Luck, Dianne Reeves

Meilleur album de jazz contemporain
- The Way Up, Pat Metheny Group

Meilleur album de jazz latin
- Listen Here!, Eddie Palmieri

### Pop
Meilleure prestation d'une chanteuse pop
- Since U Been Gone, Kelly Clarkson
  - It's Like That, Mariah Carey
  - Good Is Good, Sheryl Crow
  - I Will Not Be Broken, Bonnie Raitt
  - Hollaback Girl, Gwen Stefani

Meilleure prestation d'un chanteur pop
- From the Bottom of My Heart, Stevie Wonder
  - Sitting, Waiting, Wishing, Jack Johnson
  - Fine Line, Paul McCartney
  - Walk On By, Seal
  - Lonely No More, Rob Thomas

Meilleure prestation vocale pop d'un duo ou groupe
- This Love, Maroon 5
  - Don't Lie, The Black Eyed Peas
  - Mr. Brightside, The Killers
  - More Than Love, Los Lonely Boys
  - My Doorbell, The White Stripes

Meilleure collaboration vocale pop
- Feel Good Inc., Gorillaz & De La Soul
  - Gone Going, The Black Eyed Peas & Jack Johnson
  - Virginia Moon, Foo Fighters & Norah Jones
  - A Song For You, Herbie Hancock & Christina Aguilera
  - A Time to Love, Stevie Wonder & India.Arie

Meilleure prestation instrumentale pop
- Caravan, Les Paul
  - In Our Time, Burt Bacharach & Chris Botti
  - T-Jam, George Duke
  - Gero na Montanha, Herbie Hancock & Trey Anastasio
  - Agave, Daniel Lanois

Meilleur album instrumental pop
- At This Time, Burt Bacharach
  - Bloom (en), Eric Johnson
  - Naked Guitar, Earl Klugh
  - Belladonna, Daniel Lanois
  - Flipside, Jeff Lorber

Meilleur album vocal pop
- Breakaway, Kelly Clarkson
  - Extraordinary Machine, Fiona Apple
  - Wildflower, Sheryl Crow
  - Chaos and Creation in the Backyard, Paul McCartney
  - Love. Angel. Music. Baby., Gwen Stefani

### Rap
Meilleure collaboration rap/chant
- Numb/Encore, Jay-Z & Linkin Park

Meilleure prestation rap solo
- Gold Digger, Kanye West

Meilleure prestation rap en groupe ou duo
- Don't Phunk with My Heart, The Black Eyed Peas

Meilleure chanson rap
- Diamonds from Sierra Leone, Kanye West

Meilleur album rap
- Late Registration, Kanye West

### Rock
Meilleure prestation vocale rock en solo
- Devils and Dust, Bruce Springsteen
  - Revolution, Eric Clapton
  - Shine It All Around, Robert Plant
  - This Is How a Heart Breaks, Rob Thomas
  - The Painter, Neil Young

Meilleure prestation vocale rock par un groupe ou un duo
- Sometimes You Can't Make It on Your Own, U2
  - Speed of Sound, Coldplay
  - Best of You, Foo Fighters
  - Do You Want To, Franz Ferdinand
  - All These Things That I've Done', The Killers

Meilleure prestation hard rock
- B.Y.O.B., System of a Down
  - Doesn't Remind Me, Audioslave
  - The Hand That Feeds, Nine Inch Nails
  - Tin Pan Valley, Robert Plant
  - Little Sister, Queens of the Stone Age

Meilleure prestation metal
- Before I Forget, Slipknot
  - The Great Satan, Ministry
  - Determined, Mudvayne
  - Mein Teil, Rammstein
  - What Drives the Weak, Shadows Fall

Meilleure prestation instrumentale rock
- 69 Freedom Specials, Les Paul & Friends
  - Beat Box Guitar, Adrian Belew
  - Brids of Prey, Stewart Copeland
  - Mercy, Joe Perry
  - Lotus Feet, Steve Vai

Meilleure chanson rock
- City of Blinding Lights, U2
  - Speed of Sound, Coldplay
  - Best of You, Foo Fighters
  - Devils and Dust, Bruce Springsteen
  - Beverly Hills, Weezer

Meilleur album rock
- How to Dismantle an Atomic Bomb, U2
  - X&Y, Coldplay
  - In Your Honor, Foo Fighters
  - A Bigger Bang, The Rolling Stones
  - Prairie Wind, Neil Young

### R&B
Meilleure prestation vocale R&B féminine
- We Belong Together, Mariah Carey

Meilleure prestation vocale R&B masculine
- Ordinary People, John Legend

Meilleure prestation vocale R&B par un duo ou un groupe
- So Amazing, Beyoncé & Stevie Wonder

Meilleure chanson R&B
- We Belong Together, Mariah Carey

Meilleur album R&B
- Get Lifted, John Legend

Meilleur album R&B contemporain
- The Emancipation of Mimi, Mariah Carey

Meilleure prestation vocale R&B traditionnel
- A House Is Not a Home, Aretha Franklin

Meilleure prestation Urban/Alternative
- Welcome to Jamrock, Damian Marley

### Vidéos musicales/Films
Meilleur court-métrage musical
- Lose Control, Missy Elliott, Fatman Scoop & Ciara

Meilleur long-métrage musical
- No Direction Home, Bob Dylan